# Svjetlost
Boje vidljive ljudskom oku

| Boja       | raspon valnih duljina | frekvencijski raspon |
| ---------- | --------------------- | -------------------- |
| crvena     | ~ 625 – 740 nm        | ~ 480 – 405 THz      |
| narančasta | ~ 590 – 625 nm        | ~ 510 – 480 THz      |
| žuta       | ~ 565 – 590 nm        | ~ 530 – 510 THz      |
| zelena     | ~ 500 – 565 nm        | ~ 600 – 530 THz      |
| cijan      | ~ 485 – 500 nm        | ~ 620 – 600 THz      |
| plava      | ~ 440 – 485 nm        | ~ 680 – 620 THz      |
| ljubičasta | ~ 380 – 440 nm        | ~ 790 – 680 THz      |

Svjetlost je elektromagnetsko zračenje koje je vidljivo ljudskom oku. Ljudsko oko u prosjeku može vidjeti svjetlost s valnom duljinom u rasponu od 380 do 780 nm (vidljiva svjetlost), koje ljudsko oko razlikuje kao boje, od ljubičaste s najmanjom do crvene s najvećom valnom duljinom. Svjetlost u širem smislu uključuje i ultraljubičasto i infracrveno zračenje.
Kao i sve ostalo elektromagnetsko zračenje, svjetlost se širi konačnom brzinom c (brzina svjetlosti), koja u vakuumu iznosi:
{\displaystyle c\,=\,299\,\,792\,\,458\ \,m/s\,}
U prozirnim materijalima brzina svjetlosti je manja i mijenja u omjeru:
{\displaystyle c_{mat}={c \over n}}
gdje je: n - indeks loma za određeni materijal. Indeks loma ovisi o frekvenciji svjetlosti i uvijek je veći od jedinice. Prema relativističkoj fizici brzina svjetlosti u vakuumu univerzalna je konstanta, jednaka u svim sustavima, bez obzira na njihovu relativnu brzinu. Ona je ujedno najveća moguća brzina širenja signala.